# 樋口和男
樋口 和男（ひぐち かずお、1945年〈昭和20年〉12月25日 - ）は日本の地方公務員。埼玉県総合調整幹、同公営企業管理者、松田産業取締役を歴任。瑞宝小綬章受章。

## 人物・経歴
1964年4月 埼玉県庁入庁、2000年 (平成12年) 4月 住宅都市部都市づくり政策室長、2001年4月 同県土整備部住宅課長、2004年4月 企業局長、2005年4月 都市整備部長、2006年4月 同職を篠塚正行と交代し総合調整幹、2008年4月 今井大輔の後任として埼玉県公営企業管理者。2010年3月 後閑博を後任として公営企業管理者辞職。
県庁退職後、2014年6月 松田産業監査役、2015年6月 同社取締役(監査等委員) 。一般社団法人日本建築学会関東支部埼玉支所長

## 栄典
- 平成30年秋の叙勲で地方自治功労により瑞宝小綬章を受章[8]